# IC 2028
IC 2028 — галактика типу Sc (компактна спіральна галактика) у сузір'ї Золота Риба.
Цей об'єкт міститься в оригінальній редакції індексного каталогу.